# Estadio Municipal Nuevo Pepico Amat
El Estadio Municipal Nuevo Pepico Amat es un estadio de fútbol de la ciudad de Elda, en la provincia de Alicante, de titularidad municipal y donde juega como local el Club Deportivo Eldense. Fue inaugurado el 30 de septiembre de 2012 y tiene capacidad para 5776 espectadores (4050 asientos fijos más 1600 de una grada supletoria instalada en el verano de 2023). Alberga las Escuelas Deportivas Municipales de Artes Marciales y Gimnasia de Mantenimiento.

## Historia
Construido con fondos provenientes del Plan Confianza de la Generalidad Valenciana, tuvo un coste de 4,5 millones de euros y vino a sustituir al antiguo estadio Pepico Amat, inaugurado en 1964. 
El estadio recibe el nombre de José Amat Cerdán, conocido como Pepico Amat, quien fuera futbolista y entrenador de fútbol y balonmano, nacido en Elda en 1917 y fallecido el 23 de diciembre de 1994, y que militó en las filas del RCD Espanyol en los años 40.